# Li Ying
Li Ying (Dadukou, Chongqing, China; 7 de enero de 1993) es una futbolista china. Juega como delantera y su equipo actual es el Shandong Ladies  de la  Chinese Women's Super League de China.

## Vida personal
El 22 de junio de 2021, anunció en la plataforma de microblogging china Sina Weibo su compromiso con su novia Chen Leilei. Esto convirtió a Li en la primera deportista china en declararse oficialmente lesbiana. Su publicación de Weibo se volvió viral antes de ser eliminada, y algunos internautas especulan que Li podría haber sido presionado por las autoridades luego del anuncio.

## Estadísticas

### Clubes
| Club            | País          | Año             |
| --------------- | ------------- | --------------- |
| Hangzhou Xizi   | China         | 2012 - 2013     |
| Suwon FC        | Corea del Sur | 2014            |
| Shandong Ladies | China         | 2015 - presente |

## Distinciones individuales
| Distinción                            | Año       |
| ------------------------------------- | --------- |
| Equipo de la Década de la AFC (IFFHS) | 2011-2020 |
| Mejor Once de la AFC (IFFHS)          | 2022      |